# Bialski Klub Sportowy 2015-2016
Questa voce raccoglie le informazioni riguardanti il Bialski Klub Sportowy nelle competizioni ufficiali della stagione 2015-2016.

## Organigramma societario
Area direttiva
- Presidente: Czesław Świstak

Area tecnica
- Allenatore: Emanuele Sbano
- Allenatore in seconda: Federica Camerlo

## Rosa
| N° | Nome               | Ruolo | Data di nascita   | Nazionalità sportiva |
| -- | ------------------ | ----- | ----------------- | -------------------- |
| 2  | Helena Horká       | S/O   | 15 giugno 1981    | Rep. Ceca            |
| 3  | Mariola Barszcz    | L     | 4 gennaio 1980    | Polonia              |
| 4  | Beata Motyka       | L     | 16 febbraio 1996  | Polonia              |
| 6  | Małgorzata Lis     | C     | 14 aprile 1981    | Polonia              |
| 8  | Aleksandra Pasznik | P     | 26 febbraio 1990  | Polonia              |
| 9  | Natalia Bamber     | S/O   | 24 aprile 1982    | Polonia              |
| 12 | Aleksandra Trojan  | C     | 6 giugno 1991     | Polonia              |
| 13 | Natalia Strózik    | S/O   | 23 agosto 1995    | Polonia              |
| 14 | Nikola Radosová    | S     | 3 maggio 1992     | Slovacchia           |
| 15 | Kornelia Moskwa    | C     | 30 ottobre 1996   | Polonia              |
| 16 | Emilia Mucha       | S     | 7 dicembre 1993   | Polonia              |
| 18 | Yael Castiglione   | P     | 27 settembre 1985 | Polonia              |
| 19 | Koleta Łyszkiewicz | S     | 22 gennaio 1993   | Polonia              |